# Svícník rozšířený

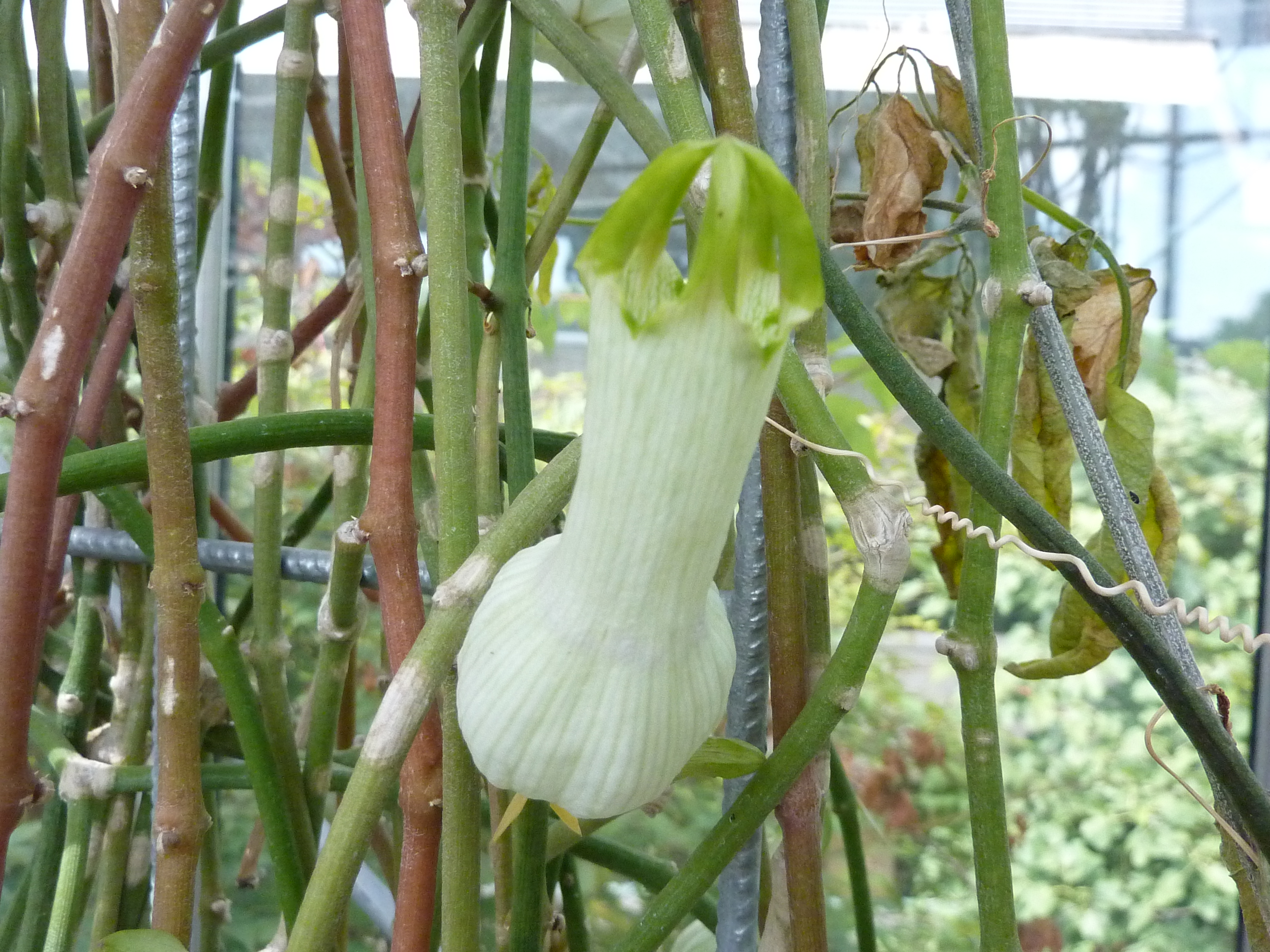
Květ svícníku rozšířeného

Svícník rozšířený (Ceropegia ampliata) je mimo dobu kvetení nenápadná, keřovitá rostlina. Tento sukulentní druh z rodu svícník pochází z jihoafrických regionů Kapsko, Natal a Transvaal, vyskytuje se také v Tanzanii a na Madagaskaru. Byl objeven teprve roku 1830 německým botanikem J. F. Drège.

## Ekologie
Svícník rozšířený je původním druhem na velkém území, nevyskytuje se však nikde ve velkém počtu. Roste na kamenitých svazích a v suchých údolích v teplých a bezvodých savanách. Velmi často je obklopen jinou, stejné životní podmínky preferující vegetací, která jeho nepevné stonky podpírá. V době, kdy nemá květy, bývá běžně přehlížen.
Roste v polostínu ostatních rostlin na půdě, která je dobře odvodněná a na místech, kde neklesá noční teplota pod +10 °C, vysoká teplota rostlinám nevadí, snese i +45 °C. Vyskytuje se v místech, kde v období hlavní vegetace od března do srpna pršívá pravidelně a od srpna deště ubývá a v lednu a únoru neprší vůbec.

## Popis
Vytrvalá rostlina s tenkými a slabými stonky, které se opírají o okolní vegetaci nebo polehávají. Vyrůstají z trsu ztlustlých kořenů nebo ztlustlé hlízy. Dužnaté, lysé, v uzlinách se rozvětvující stonky jsou až 2 m dlouhé a polehnuté; z uzlin mohou též vypustit kořínky. Na čerstvě vyrostlých, vztyčených stoncích vyrůstají drobné, kopinaté nebo srdčité, asi 3 mm dlouhé listy, jež brzy opadávají. Fotosyntézu zajišťují hlavně chlorofylem vybavené stonky.
Pětičetné, oboupohlavné květy na stopkách vyrůstají z uzlin po dvou až čtyřech. Rozkvétají však postupně, obvykle mezi prosincem a březnem. Drobný kalich má jen 3 mm dlouhé špičaté plátky. Koruna má tvar vespod rozšířené, 5 až 7 cm dlouhé a 2 cm široké trubky, jejíž plátky jsou na vrcholu špičkami srostlé a vytvářející klec; na vnitřní straně je porostlá chloupky směřujícími dolů. Trubka je světle zelená nebo bílá, s podélnými zelenými proužky. V rozšířené části je dvojitá pakorunka s pěti vnějšími, hluboce dělenými plátky vytvářejícími pohárek s deseti vrcholy a pěti vnitřními, šídlovitými plátky, které se dotýkají prašníků. Nitky tyčinek jsou srostlé do kratičké trubky a nesou prašníky s pylem v brylkách, naspodu trubky je hlavičkovitá blizna.

## Rozmnožování
Květy v domovině postupně rozkvétají od prosince do března a opylují je mouchy lákané na vůni, pro lidi dost nelibou. Po vstupu do ústí trubky je moucha nucena postupovat po směru tuhých chloupků dolů a nemůže se vrátit zpět. V rozšířené základně trubky je navedena nejdříve k prašníkům, o které se otře a nasbírá brylky pylu na své ochlupené tělo, které pak přenese společně s přineseným pylem na bliznu vespod trubky. Po několika dnech začne květ vadnout, jeho chloupky se skloní a hmyz může květ opustit a část pylu přenést do jiného květu. Opylování zajišťují především mouchy rodů Muscidae, Lauxaniidae, Tachinidae a Sarcophagidae, které odměnou dostávají malé množství řídkého nektaru.
Plodem jsou dva míšky (často se vyvine jen jeden), které bývají podlouhlé, vřetenovité nebo cylindrické a po dozrání vyschnou a prasknou. Obsahují řadu semen s bílým chmýrem napomáhajícím při šíření větrem.
Kromě semen se svícník rozšířený rozmnožuje také vegetativně, když polehnuté stonky dotýkající se půdy v uzlinách zakoření. Lze jej také dobře množit stonkovými řízky.

## Využití
Rostlina je občas v tropech či subtropech využívána jako ozdobná liána pnoucí se po částečně přistíněné konstrukci, pěstuje se někdy i na zastřešených terasách a balkonech bytů. Její květy navzdory své kráse vydávají nepříjemnou vůni, proto se využívá jen řídce.